# Magdalena Bigaj
Magdalena Bigaj (ur. w 1984 w Katowicach) – medioznawczyni, badaczka i działaczka społeczna, specjalizująca się w edukacji cyfrowej i higienie cyfrowej; założycielka i prezeska Fundacji „Instytut Cyfrowego Obywatelstwa”; autorka książki Wychowanie przy ekranie. Jak przygotować dziecko do życia w sieci? (Wydawnictwo W.A.B. 2023); laureatka Nagrody Korczaka 2024.

## Życiorys
Absolwentka Wydziału Dziennikarstwa i Nauk Politycznych Uniwersytetu Warszawskiego. Od 2006 roku związana zawodowo z branżą nowych technologii i mediów, m.in. w spółkach Agora S.A. i organizacjach IAB Polska i Polskie Badania Internetu. 
Działalność społeczno–edukacyjna
W 2022 r. założyła Fundację “Instytut Cyfrowego Obywatelstwa” – organizację pozarządową zajmującą się cyfrowym obywatelstwem, badaniem, edukacją oraz promocją bezpiecznego i świadomego korzystania z mediów cyfrowych. Współtworzy i kieruje od 2022 roku pierwszymi w Polsce „Ogólnopolskimi badaniami higieny cyfrowej”. Związana zawodowo z Uczelnią Korczaka Akademią Nauk Stosowanych w Warszawie, gdzie stworzyła i kieruje od 2024 roku pierwszymi w Polsce studiami podyplomowymi z higieny cyfrowej. 
Inicjatorka i współautorka raportu “Internet Dzieci”, inicjatywy monitoringu obecności dzieci i młodzieży w internecie. 
Aktywnie zaangażowana w prace Zespołu Parlamentarnego ds. Dzieci i Młodzieży w kadencji Sejmu RP oraz Sejmowej Komisji ds. Dzieci i Młodzieży w kadencji Sejmu RP. W 2017 roku weszła w skład ekspertów tworzących Komitet Dialogu Społecznego Krajowej Izby Gospodarczej. 
W latach 2019-2021 pełniła funkcję wiceprezeski Fundacji Dbam o Mój Zasięg, a latach 2022-2024 zasiadała w Radzie Programowej Fundacji Orange. Mówczyni wielu prestiżowych wydarzeń, w tym TEDx.

## Publikacje i media
W 2023 ukazała się książka Magdaleny Bigaj „Wychowanie przy ekranie. Jak przygotować dziecko do życia w sieci?” (Wydawnictwo W.A.B.), popularyzująca wiedzę o zdrowym korzystaniu z ekranów przez dzieci i młodzież. 
Jest stałą felietonistką Pismo. Magazyn opinii oraz autorką tekstów dla mediów branżowych i ogólnopolskich. 
Autorka podcastu „Instytut Cyfrowego Obywatelstwa”. Redaktorka i współautorka wielu publikacji zbiorowych, w tym dwóch raportów “Higiena cyfrowa osób dorosłych w Polsce” (Wydawnictwo Newsline 2023 i 2025), „Internet Dzieci”, „Edukacja zdalna: co stało się z uczniami, ich rodzicami i nauczycielami” (wyd. Gdańskie Wydawnictwo Psychologiczne, 2020), „Młodzi Cyfrowi. Nowe technologie. Relacje. Dobrostan” (wyd. Gdańskie Wydawnictwo Psychologiczne, 2019).

## Nagrody i wyróżnienia
- Nagroda Korczaka 2024 za działania na rzecz ochrony praw dzieci w środowisku cyfrowym[3]
- uznana przez magazyn Forbes Woman na liście „100 Kobiet Roku 2022”[10]
- wpisana do „Listy 100 zasłużonych dla edukacji cyfrowej” za rok 2023[11] i 2024[12]
- umieszczona na liście „50 Śmiałych Kobiet 2024” przez „Wysokie Obcasy”[13]
- laureatka wyróżnienia Digital Shapers 2023 w kategorii „Edukacja” przez Fundację Digital Poland[14]
- w 2025 roku nominowana do nagrody „Człowieka roku” „Gazety Wyborczej”[15]